# Bucharský emirát
Bucharský emirát (persky امارت بخارا, Imárat-i Bukhárá, čagatajsky بخارا امیرلیگی, Bukhárá Amirligi, uzbecky Buxoro amirligi) byl uzbecko-tádžický stát, který existoval v letech 1785–1920 na území dnešního Uzbekistánu a Tádžikistánu. Rozkládal se v oblasti mezi řekami Amudarja a Syrdarja nazývané dříve Transoxanie. Jejím jádrem bylo území podél dolního toku řeky Zarafšán a významná města Samarkand a Buchara. Emirát sousedil s na západě s Chivským chanátem v Chórezmu a na východě s Kokandským chanátem ve Ferganské kotlině.

## Historie

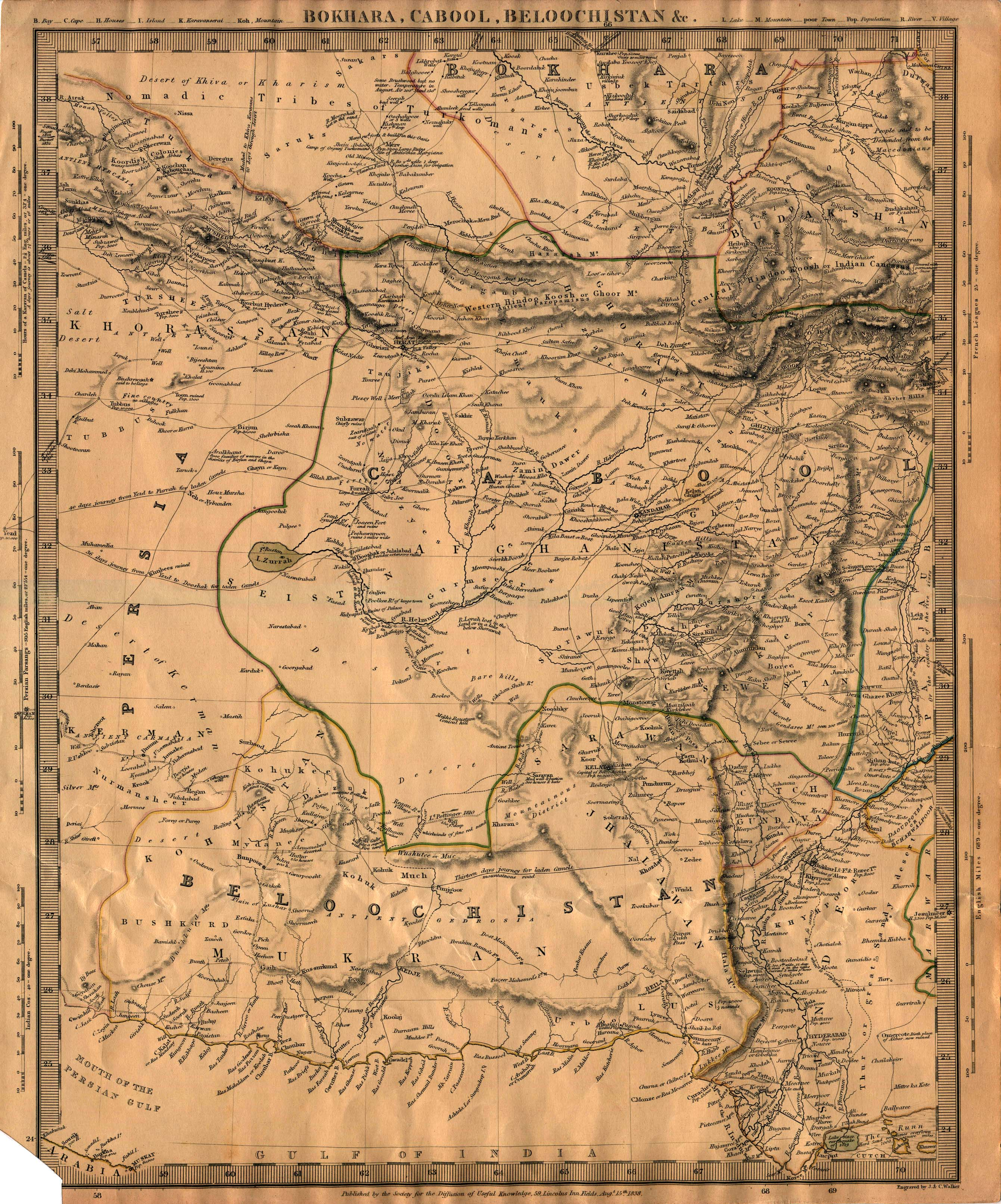
Nahoře Bucharský emirát, uprostřed Kábul a vpravo dole Balúčistán

Emirát úředně vznikl v roce 1785, když se vlády v Bucharském chanátu chopil mangudský emír Murad šáh. Jako jeden z mála států ve Střední Asii, jemuž nevládli Čingischánovi potomci (kromě Tímúrovců), stavěl svoji legitimitu spíše na islámských zásadách než na Čingischánově krvi, což dokazuje i skutečnost, že vládce přijal islámský titul emír, a nikoli chán. Navíc oběma sousedům, Kokandskému a Chivskému chanátu, jakož i jeho předchůdci Bucharskému chanátu vládli potomci Čingischána.

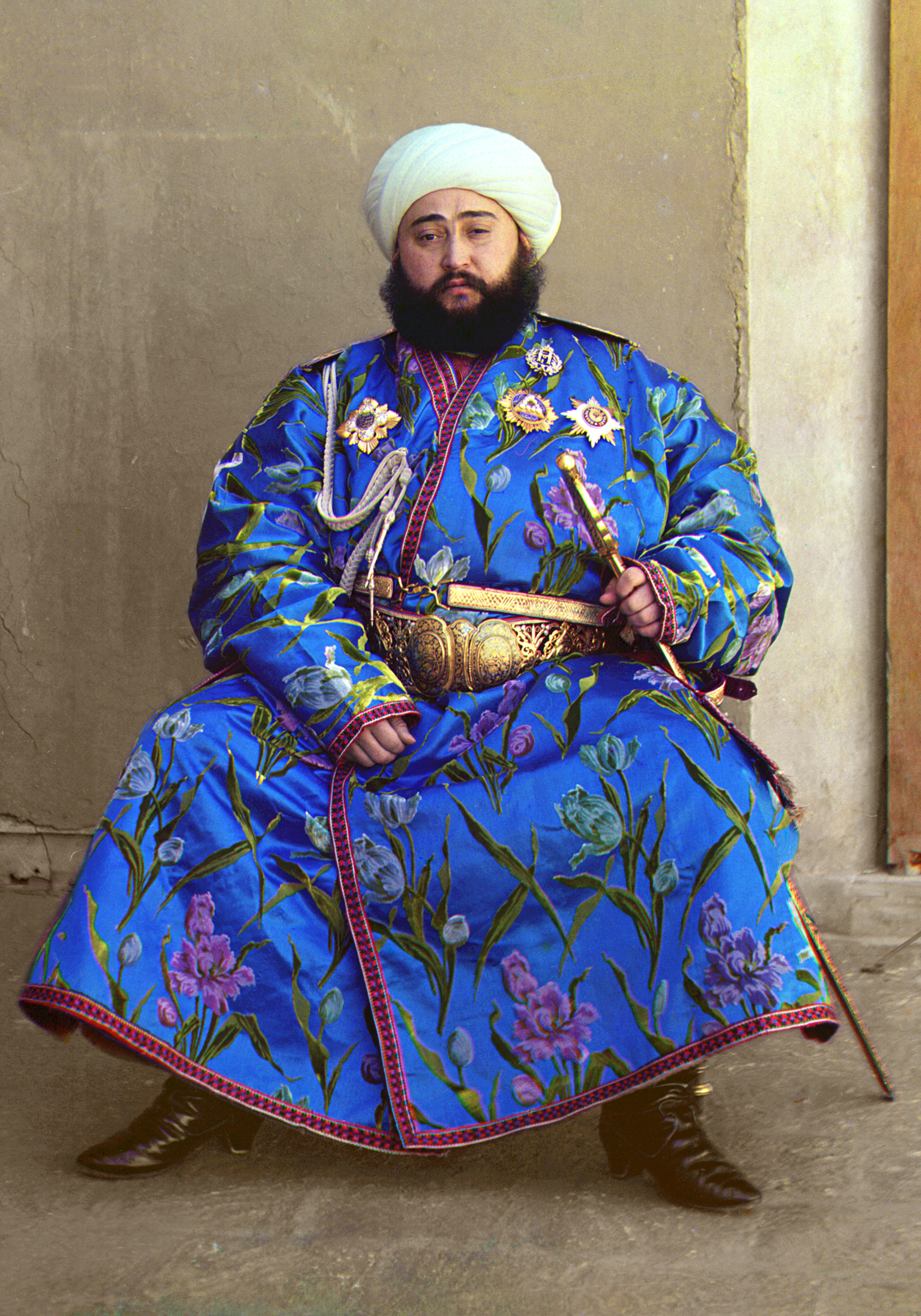
Mohammad Alim chán, poslední bucharský emír

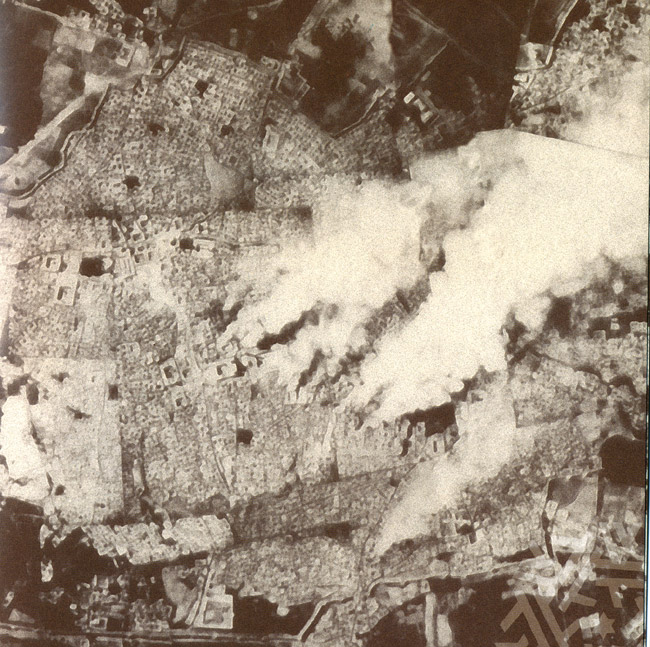
Hořící Buchara v obklíčení jednotek Rudé armády 1. září 1920

Od počátku 18. století získávali emírové ze své pozice ataliqů neboli učitelů chánových dětí a ministrů postupně vládu nad Bucharským chanátem. Ve 40. letech, když chanát dobyl Nádir Šáh, bylo již zřejmé, že jsou to oni, kdo má v rukou skutečnou moc. Po Nádir Šáhově násilné smrti v roce 1747 zavraždil ataliq Muhammad Rahim Bi chána Abulfeyze a jeho syna, čímž ukončil Džanidskou dynastii. Od té doby nechali emírové vládnout loutkové chány, až se po smrti Abu al-Gaziho chána otevřeně ujal vlády Šach Murad.
V roce 1868 prohrál emirát válku s Ruským impériem, jehož cílem bylo dobýt celou středoasijskou oblast. Rusko zabralo značnou část území emirátu včetně významného města Samarkandu. Roku 1873 se zbytek emirátu stal ruským protektorátem. Zanedlouho jej pak obklopil Turkestánský generální gubernát.
Po Říjnové revoluci v Rusku připadalo reformistům v emirátu, že se s nimi konzervativní emír Mohammad Alim chán odmítá podělit o vládu, a proto se obrátili k ruským bolševikům s prosbou o vojenskou pomoc. V březnu 1920 proto zahájila Rudá armáda útok na Bucharu, který však emírovi vojáci odrazili. V září téhož roku byly však již jednotky Turkestánského frontu, jemuž velel Michail Vasiljevič Frunze, úspěšné a Bucharu dobyly. Bucharský emirát vystřídala Bucharská lidová sovětská republika. Dnes se území bývalého Bucharského emirátu nachází většinou v Uzbekistánu s částmi v Tádžikistánu, Turkmenistánu a v Kazachstánu. Mezi roky 1793 a 1850 k němu patřilo i území dnešního severního Afghánistánu.